# Strophanthus barteri
Strophanthus barteri är en oleanderväxtart som beskrevs av Adrien René Franchet. Strophanthus barteri ingår i släktet Strophanthus och familjen oleanderväxter. Inga underarter finns listade i Catalogue of Life.